# Gudarnas hemvist
Gudarnas hemvist (franska Le Domaine des dieux) är det sjuttonde albumet i en serie av klassiska seriealbum, skrivna av fransmännen René Goscinny och illustrerade av Albert Uderzo, vars huvudperson är den modige gallern Asterix. Serierna publicerades ursprungligen 4 mars–29 juli 1971. Det utgavs som seriealbum första gången ut på franska 1971 och kom på svenska 1975.

## Handling
Julius Caesar har en ny plan för att tillintetgöra den lilla byn med trolldrycksförstärkta galler, nämligen att isolera den, så att gallerna tvingas assimilera sig till den romerska kulturen. Därför tänker han låta bygga en högmodern romersk by (Gudarnas hemvist) nära byn och låta romare flytta dit (och Caesar tänker inte låta någon säga nej till det erbjudandet).
När Asterix och Obelix råkar på romare som går omkring och mäter upp skogen blir de oroliga och försöker ta reda på vad det är som händer. De upptäcker snart att romarnas slavar drar upp träden i skogen (något som Idefix inte gillar), men lyckligtvis har Miraculix en lösning: specialollon som växer upp till fullvuxna träd på mindre än en sekund. Det blir en kamp mellan slavarna, som drar upp träd på nätterna, och Asterix och Obelix som sår nya på dagarna. Snart upptäcker gallerna att det behövs en mer subtil lösning på problemet. De sår istället fröna till en slavrevolt, men idén slår tillbaka, och Miraculix föreslår då att de ska låta romarna bygga klart huset, så att han kan lära Caesar en läxa.
Men så fort romarna flyttar in upptäcker kvinnorna den galliska byn och börjar handla sin fisk och sina antikviteter där. Detta startar stora konflikter bland byns invånare som alla vill ta del av romarnas pengar. Å andra sidan har de romerska soldaterna börjat att strejka på grund av Asterix idé med att ge slavarna trolldryck, så maktbalansen upprätthålls.
Till slut tvingas gallerna ta till ännu mer subtila medel – att låta Troubadix flytta in bland de andra hyresgästerna. Efter en natt av musikaliska övningar flyttar de flesta av hyresgästerna, men den romerska centurionen flyttar då in soldaterna i Gudarnas hemvist som ett led i strejkförhandlingarna. Detta leder till slut till att den galliska byn äntligen får ett hederligt slagsmål.

## Övrigt
- Ett av uppslagen i albumet består av en reklambroschyr (i sten) för Gudarnas hemvist, komplett med säljande texter och noggrant framtagna bilder av termer (bad) och andra romerska företeelser.
- I slutet får Troubadix, som tack för sin roll i operationen, vara med på slutfesten.
- 2015 har historien premiär som 3D-animerad långfilm – se Asterix - Gudarnas hemvist.[1]

## Källhänvisningar
1. ↑  "Asterix - Gudarnas hemvist". Arkiverad 26 februari 2015 hämtat från the Wayback Machine. SF.se. Läst 26 februari 2015.